# 파장초등학교
파장초등학교는 대한민국 경기도 수원시 장안구 파장동에 있는 공립 초등학교이다.

## 연혁
- 1937년 5월 4일 파장공립보통학교 개교
- 1938년 4월 1일 파장공립심상소학교 (명칭 변경)
- 1941년 4월 1일 파장공립국민학교 (명칭 변경)
- 1950년 6월 1일 파장국민학교 개칭
- 1981년 3월 1일 병설유치원 개원
- 2006년 4월 11일 학교 숲, 생명의 숲 개장식
- 2008년 9월 1일 꿈나무 안심학교 파장사랑보금자리 개교
- 2009년 3월 1일 파장유치원 분리
- 2015년 5월 1일 학교 숲 조성
- 2015년 8월 6일 급식실 현대화사업
- 2020년 1월 30일 복도환경 개선
- 2020년 3월 2일 놀이교실 구축(2층, 3층 총 2개 교실)
- 2021년 3월 1일 제 29대 여미자 교장 취임
- 2022년 12월 29일 제 84회 졸업(65명 졸업)
- 2023년 3월 1일 18학급 편성(특수학급 3학급 포함)

## 참고 자료
- 파장초등학교 - 한국교육학술정보원 학교알리미